# Limnophila (Limnophila) clavigera
Limnophila (Limnophila) clavigera is een tweevleugelige uit de familie steltmuggen (Limoniidae). De soort komt voor in het Australaziatisch gebied.